# Жеравац
Жеравац (серб. Жеравац, хорв. Žeravac) — населённый пункт (деревня) в общине Дервента, который принадлежит энтитету Республике Сербской, Босния и Герцеговина. По результатам югославской переписи населения 1991 года в Жераваце проживало 787 человек.

## Население
В населении деревни преобладают хорваты.
| 1991                           | - | - | - | - | - | - |
| ------------------------------ | - | - | - | - | - | - |
| 787                            | - | - | - | - | - | - |
| Гистограмма динамики населения |   |   |   |   |   |   |

### Национальный состав
1991 год:
- сербы — 132 человека (16,45 %);
- хорваты — 634 человека (79,05 %);
- югославы — 17 человек (2,11 %);
- мусульмане — 1 человек (0,12 %);
- другие — 18 человек (2,24 %).